# Année géophysique internationale

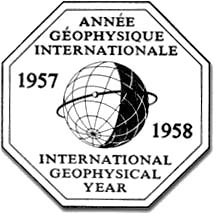
Logo de l'Année géophysique internationale

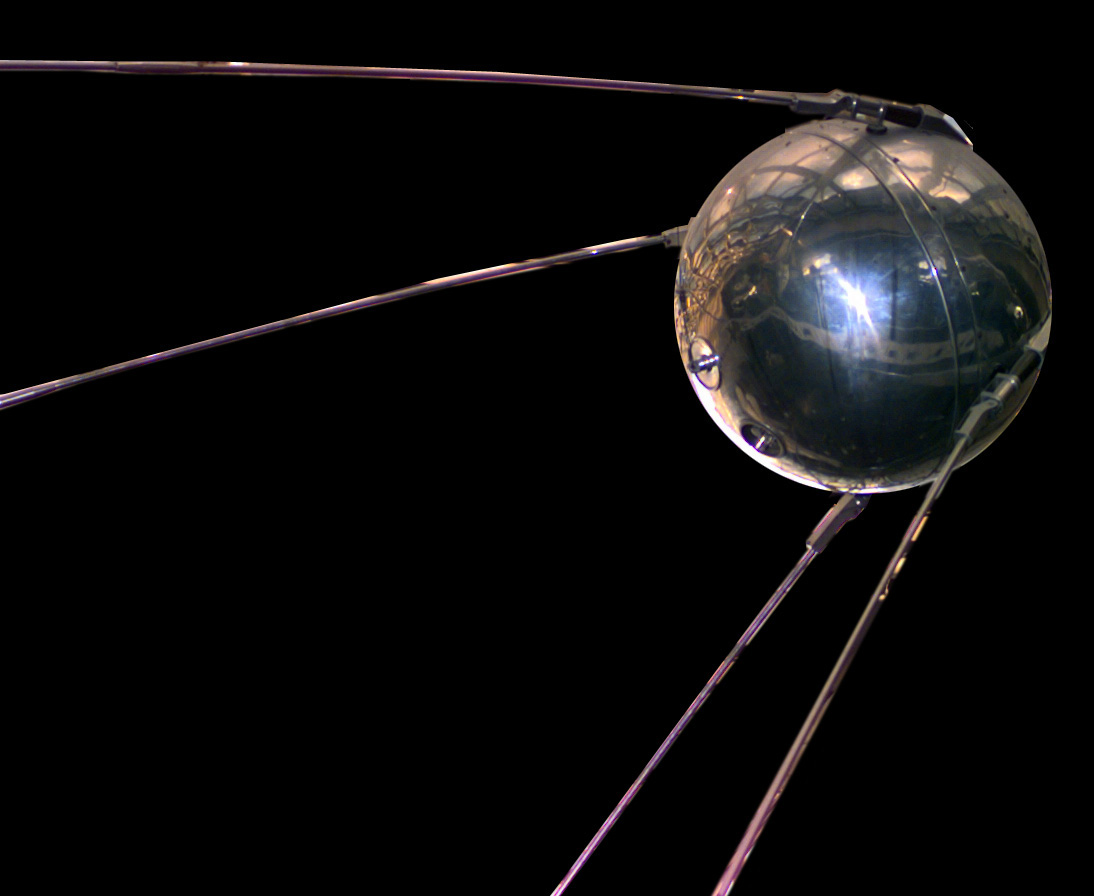
Une réplique de Spoutnik 1 mis en orbite le 4 octobre 1957.

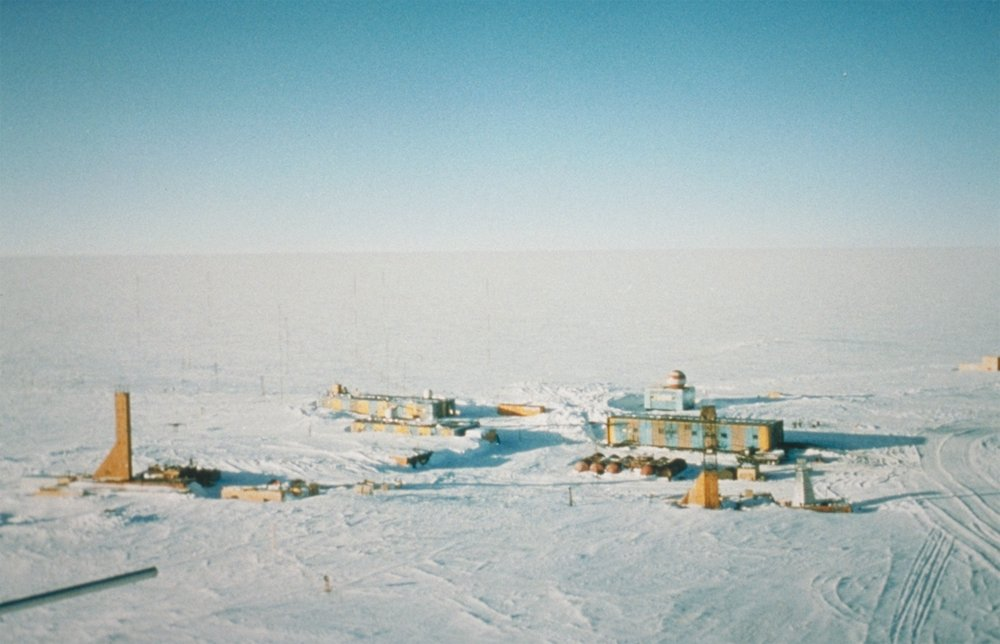
La vue de la base antarctique Vostok en 2004.

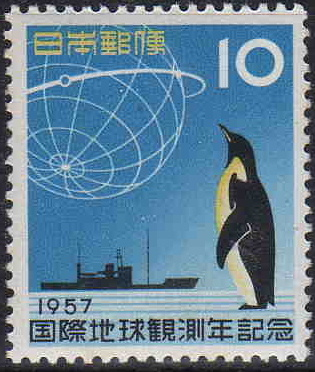
Un timbre japonais de 10 yens sur l'AGI de 1957.

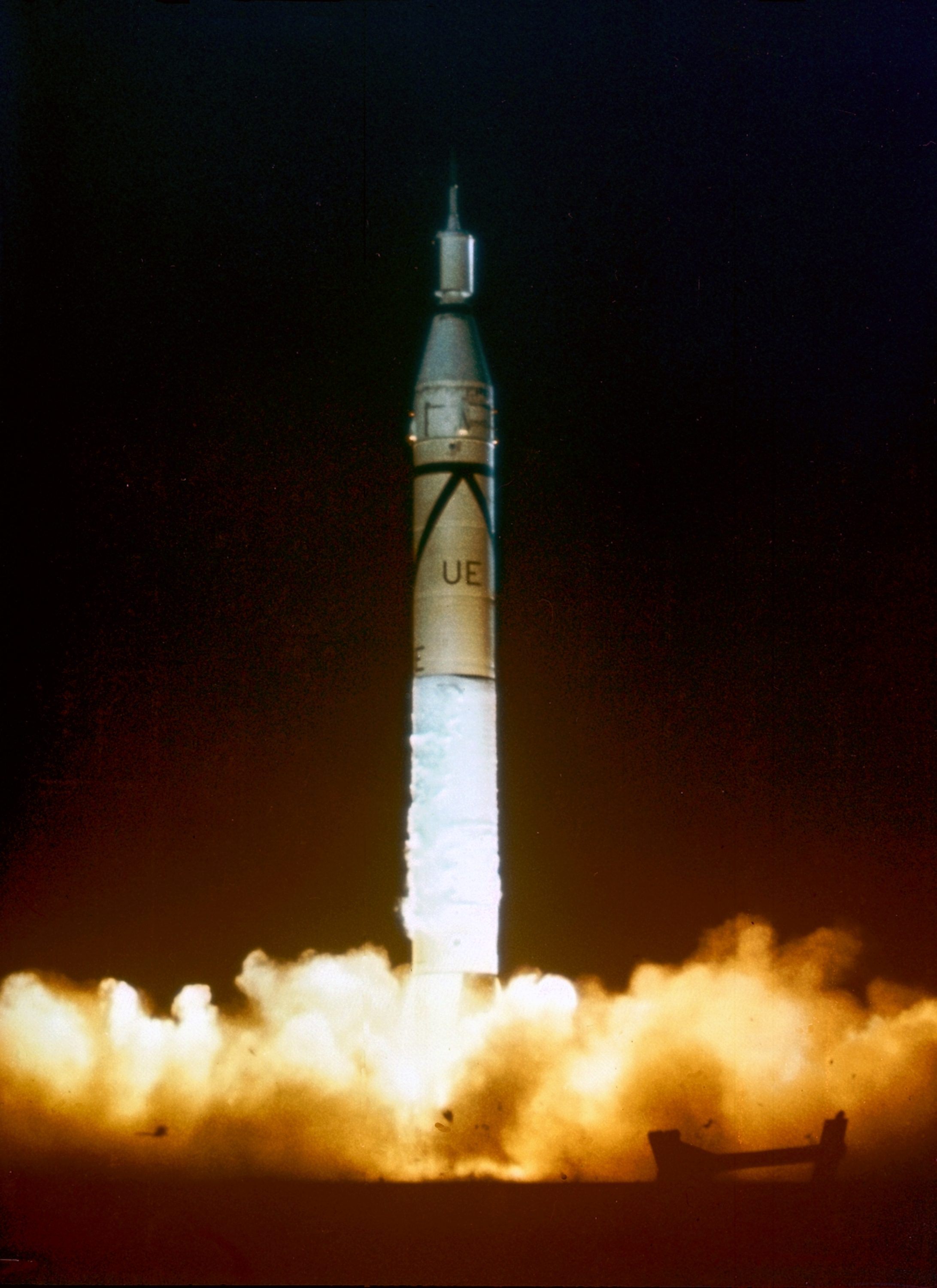
Le lancement du satellite Explorer 1 le 1 février 1958.

Pour les articles homonymes, voir AGI et IGY.
L'Année géophysique internationale ou AGI (en anglais, International Geophysical Year ou IGY) est un ensemble de recherches, coordonnées à l'échelle mondiale, menées entre juillet 1957 et décembre 1958, lors d'une période d'activité solaire maximum, en vue d'une meilleure connaissance des propriétés physiques de la Terre et des interactions entre le Soleil et notre planète, la Terre. 

## Historique
Au XIXe siècle, l'exploration des régions polaires de la Terre a été effectué initialement par des expéditions sous drapeau national (Royaume-Uni, Norvège...). Toutefois, à l'initiative des nations scandinaves, un ensemble coordonné de missions d'exploration rassemblant des chercheurs de plusieurs pays et baptisé Année polaire internationale, est organisée en 1882-1883. Cet événement est répété en 1932-1933 et en 2007-2009. 
Le 5 avril 1950, plusieurs scientifiques de premier plan dont Lloyd V. Berkner, Sydney Chapman, Fred Singer, et Ernest Harry Vestine, se réunissent dans la maison du professeur James Van Allen, spécialiste du rayonnement cosmique. Ces scientifiques, qui disposent de relations étendues dans les sphères académiques et auprès de leurs gouvernements, estiment que, compte tenu des avancées dans le domaine des équipements permettant l'étude de la Terre tels que les fusées, les radars et les moyens de calcul, un événement scientifique de même type doit être organisé sans attendre. Ils proposent d'étendre le périmètre d'investigation à l'ensemble de la Terre pour en faire une année géophysique internationale. Berkner et Chapman soumettent cette proposition au Conseil international des unions scientifiques (ICSU) dont le rôle est de coordonner les recherches scientifiques des différents pays. Ils suggèrent qu'une Année internationale de géophysique soit organisée en 1957-1958, car cette période correspond à un maximum de l'activité solaire,.
En octobre 1952, l'événement devient officiel sous l'appellation « Année géophysique internationale » (AGI) et un appel est lancé auprès des académies des sciences nationales pour qu'elles y participent. Or, dans ces années de guerre froide, les échanges scientifiques sont extrêmement limités entre les deux blocs. Toutefois, après la mort de Joseph Staline en 1953, l'Union soviétique change en partie sa politique et accepte de participer. Finalement, 67 États participent, comprenant tous les pays influents, à l'exception de la République populaire de Chine qui ainsi veut protester contre la participation de Taïwan. Un comité spécial se réunissant à Bruxelles est créé pour définir les grandes lignes. Les pays tombent d'accord pour désigner le belge Marcel Nicolet comme secrétaire général de l'entreprise.

## Résultats
L'AGI permet de réaliser de nombreuses observations simultanées, portant sur divers phénomènes géophysiques, depuis un grand nombre de zones du globe et notamment celles délaissées jusqu'alors à l'image des régions polaires, en particulier l'Antarctique avec la mise en place de bases scientifiques comme Amundsen-Scott et la base antarctique Vostok. Sa préparation stimule puissamment la recherche scientifique. Dans beaucoup de domaines on crée pour l'occasion des nomenclatures internationales remplaçant les systèmes différents appliqués auparavant. Ainsi, des données comparables peuvent être obtenues à l'échelle internationale. Nombre d'exercices coordonnés internationaux sont organisés durant l'événement et sont devenus pratique courante depuis. On peut ainsi dire que l'AGI permet une internationalisation de la géophysique.
D'autre part, l'AGI marque le début de l'ère spatiale, les États-Unis et l'Union soviétique ayant annoncé dès juillet 1955 qu'ils lancent chacun un satellite artificiel à l'occasion de cet événement. Les déboires du programme Vanguard, choisi pour représenter la contribution américaine à l'AGI, valent à l'URSS d'être, à la surprise générale, la première puissance à mettre en orbite un satellite, Spoutnik 1. En ce qui concerne les États-Unis, son président Dwight D. Eisenhower confie finalement à l'équipe de Wernher von Braun, qui a été écartée de la course à l'espace quelques années auparavant, la mission de lancer le premier satellite artificiel. Ainsi, le premier satellite américain, Explorer 1, est finalement lancé le 1er février 1958 par un lanceur Juno I. Il permet l'une des découvertes les plus importantes de l'AGI : celle de la ceinture de Van Allen découverte à l'aide d'un instrument embarqué mis au point par le professeur James Van Allen.
L'Année géophysique internationale est également l'occasion pour des nations telles que la France, le Royaume-Uni, le Japon, le Canada et l'Australie de développer des programmes de fusée-sonde pour l'exploration de la haute atmosphère. C'est ainsi que la France développe la version AGI de la fusée Véronique, qui pouvait emporter une charge utile de 60 kg à 210 km d'altitude.
En 2007-2008, la 4e Année polaire internationale a lieu.

## Principaux événements
En vue de son application et pendant sa durée, ont lieu de nombreux événements de grande importance scientifique, dont les suivantes :
- Janvier 1956 : la base antarctique Halley est construite dans l'Antarctique par le Royaume-Uni en vue de l'Année géophysique internationale.
- 9 janvier 1957 : les États-Unis inaugurent la base antarctique Amundsen-Scott, placée en face du pôle Sud.
- 16 décembre 1957 : la base antarctique Vostok, située au cœur du plateau de l'Antarctique, la zone la plus froide de la Terre, commence son activité.
- 1957 : la base antarctique Shōwa est construite par une équipe japonaise. Février 1958 : cette même équipe doit être évacuée à la suite de conditions climatiques extrêmes et se contraindre à abandonner quinze chiens de traîneau. Koreyoshi Kurahara conte cette histoire dans le film Antarctica en 1983.
- 4 octobre 1957 : l'Union soviétique lance le premier satellite artificiel, Spoutnik 1.
- 31 janvier 1958 : les États-Unis lancent leur premier satellite, Explorer 1.
- 1958 : les États-Unis découvrent les ceintures de Van Allen, grâce aux observations faites par les satellites Explorer 1 et Explorer 3.
- 1958 : la théorie de la tectonique des plaques est confirmée par la découverte de l'expansion des fonds océaniques.

Durant l'AGI sont également entamées les mesures qui donnent naissance à la courbe de Keeling.